# François Adam
François Adam (Saint-Georges-sur-Meuse, 24 de setembre de 1911 - Arnay, 4 de maig de 2002) va ser un ciclista belga que fou professional entre 1932 i 1943. Al seu palmarès destaquen dues etapes a la Volta a Espanya de 1935.

## Palmarès
- 1932
  - 1r a la Brussel·les-Jupille
- 1934
  - 1r a Charleville
- 1935
  - 1r a la París-Estrasburg
  - Vencedor de 2 etapes de la Volta a Espanya
  - Vencedor d'una etapa del Circuit de l'Oest
  - Vencedor d'una etapa del Derby del Nord
- 1936
  - 1r a la París-Saint Jean d'Angély i vencedor d'una etapa
- 1937
  - 1r a la París-Sedan
  - 1r a la Brussel·les-Verviers
  - Vencedor d'una etapa de la París-Saint Jean d'Angély
- 1939
  - Vencedor d'una etapa de la Volta al Marroc

### Resultats a la Volta a Espanya
- 1935. 15è de la classificació general. Vencedor de 2 etapes